# Stay (singel Hurts)
„Stay” – trzeci singel brytyjskiego duetu Hurts z ich debiutanckiego albumu Happiness.
Został wydany jako trzeci singel w Wielkiej Brytanii w dniu 15 listopada 2010. Piosenkę wydano na ścieżce dźwiękowej do filmu Kokowääh.
Teledysk był nagrywany w Islandii, a jego reżyserem jest Dave Ma. W teledysku widać wokalistę zespołu Theo Hutchcrafta z modelką Anną Thorą Alfreds, jako parę kochanków.

## Lista utworów
CD single
1. „Stay” – 3:55
2. „Confide in Me” (Live from Reykjavik) – 3:53

7” single
1. „Stay” – 3:55
2. „Stay” (Groove Armada Remix) – 7:29

Digital EP'
1. „Stay” - 3:55
2. „Stay” (Groove Armada Remix) – 7:29
3. „Stay” (Full Intention Club Mix) – 6:10

UK digital single
1. „Stay” (Temper Trap Remix) – 4:25

German digital EP
1. „Stay”
2. „Stay” (Groove Armada Remix)
3. „Stay” (Full Intention Club Mix)
4. „Stay” (Oliver Koletzki Remix)

German CD-Single
1. „Stay”
2. „Stay” (Groove Armada Remix)
3. „Stay” (Full Intention Club Mix)
4. „Confide in Me” (Live from Reykjavik)